# Disney Channel (Russie)
Disney Channel (russe: Канал Disney) est diffusée en Russie depuis le 10 août 2010 sur le câble. En octobre 2011 avec l'achat d'une part minoritaire dans société russe UTH Russia, Disney peut transformer son offre en une chaîne de télévision nationale à diffusion terrestre.

## Historique
Le 10 août 2010, Disney lance une version russe de Disney Channel en remplaçant la chaîne payante Jetix .
Le 27 octobre 2011, Disney achète 49 % de la société UTH Russia, propriétaire des chaînes SiemTV et Muz-TV, et annonce le renommage de la chaîne SiemTV en Disney Channel Russia.
Le 31 décembre 2011, SiemTV est remplacée par Disney Channel sur la TNT russe mais la chaîne est détenu à 51 % par UTH et 49 % par Disney.
La chaîne est toujours active malgré l'Invasion de l'Ukraine par la Russie, mais tous les comptes de médias sociaux et YouTube liés à la chaîne ont été suspendus le 1er octobre 2022. De plus, toutes les chaînes de télévision payantes actives de Disney en Russie ont également été interrompues le 1er octobre. et remplacés par des chaînes originales exclusives à la Russie. Le 2 décembre 2022, il a été annoncé que la chaîne fermerait le 14 décembre 2022, en raison des sanctions en cours.